# Луи-Никола Клерамбо
Луи-Никола Клерамбо (на френски език: Louis-Nicolas Clérambault) е френски музикант, роден и починал в Париж (19 декември 1676 – 26 октомври 1749), най-добре познат, като органист и композитор.

## Жизнен път
Клерамбо произхожда от музикантско семейство (баща му и двама от неговите синове също са музиканти). Баща му Доминик Клерамбо (1644 – 1704) е един от 24те цигулки на краля в двора на Людовик XIV. Още докато е съвсем млад той се научава да свири на цигулка, клавесин и учи орган с Андре Резон (André Raison, р. преди 1650 – 1719). Клерамбо също изучава композиция и пеене.
Клерамбо започва да работи, като органист на църквата Grands-Augustins и започва служба при Франсоаз д'Обинье, маркиза на Ментенон (Françoise d'Aubigné, marquise de Maintenon, 1635 – 1719), която била втора съпруга на френския крал Луи XIV (Louis XIV; Louis-Dieudonné, 1638 – 1715). След смъртта на Луи XIV и на френския музикант Гийом-Габриел Нивер (Guillaume-Gabriel Nivers, 1632 – 1714), той го наследява, като става органист на църквата Saint-Sulpice и на дворецът Saint-Cyr – институция за млади девойки и бедни благородници. Там той отговорял за музиката, органът, изпълненията на песни, дирижирането на хора и т.н. Той останал на този пост и след смъртта на маркизата на Ментенон. По него време той допринесъл за развитието на стила „Френска кантата“, на който бил отличен майстор.
През 1719 г. той наследява учителят си Андре Резон, като органист на църквата Grands-Jacobins. Семейството живее на rue du Four в квартала St. Germain-des-Prés, негови съседи са значими композитори Марк-Антоан Шарпантие, Жан-Филип Рамо и Жозеф Боден дьо Боамортье. И двамата му сина Сезар и Еврар стават композитори и органисти.

На 23 март 1737 той е иницииран (въведен) във франкмасонската ложа Кусто-Вилероа, флейтистът Жак-Кристоф Нодо гарантирал за него.
След смъртта му синът Сезар-Франсоа Никола (1705 – 60) приема поста органист, след неговата смърт по-младият брат Еврар Доминик Клерамбо (1710 – 90).

## Творби
Неговите най-значими публикувани творби:
- множество религиозни пиеси с песенни и хорови пасажи, мотети, химни, мадригали, Te Deum и др.;
- над 25 светски кантати и на теми посветени Греко-римските митове;
- сонати за цигулка и басо контино;
- книга с танцови пиеси за клавесин (1704) в която заимства традиционни прелюди;
- книга с органни пиеси в две сюити (1710). Тези две колекции били замислени да бъдат част от цикъл във всички тоналности, който обаче Клерамбо така и не успял да завърши.

## Списък на произведенията
Виж Пълен списък на произведенията на Клерамбо